# Matchesfashion.com
Matchesfashion.com (Matchesfashion Ltd.), Matches Fashion lors de la création en 1987, est une entreprise de mode basée à Londres, commercialisant des produits liés au luxe. Celle-ci propose des vêtements de créateurs, articles de maroquinerie et accessoires de plus de 450 créateurs émergents ou établis comme Gucci, Saint Laurent, Balenciaga ou Isabel Marant. L’entreprise opère très majoritairement en ligne par son site internet, ainsi que dans des boutiques situées à Londres. En 2017, celle-ci est valorisée un milliard de dollars,,.
Après avoir été racheté fin 2023 par le groupe Frasers Group à Apax Partners, pour seulement 52 M£, soit près de 20 fois moins cher que lors de son acquisition en 2017 au couple fondateur, Matchesfashion a été placé sous administration judiciaire le 7 mars 2024. 

## Histoire
Matches Fashion, à l'origine une boutique multi-marques de 45 m2, « un petit magasin unisexe », est fondée en 1987 par Tom et Ruth Chapman dans le quartier résidentiel de Wimbledon,,,,. Ils ouvrent une seconde boutique avec uniquement des collections « homme » et cinq ans plus tard, les fondateurs possèdent alors cinq points de vente dans la région de Londres ; le nombre de boutiques montera à plus d'une dizaine au cours des années,. 
Matches Fashion lance son activité en ligne avec son site internet vers 2006/2007 afin d'augmenter la visibilité des produits ; rapidement le site devient marchand puis se met à vendre à l'international,. Celui-ci mélange des marques « inconnues », de niches, de jeunes créateurs, mais également des marques établies et de forte notoriété,, ainsi que leur propre marque, « Raey » et plusieurs centaines de collections capsules.
Matches Fashion effectue une levée de fonds en 2012 afin de se développer, avec deux investisseurs, puis renomme toutes ses activités et redessine son image de marque par Matchesfashion.com l'année suivante,,. En 2015, les fondateurs Ruth et Tom Chapman deviennent executive chaimen et Ulric Jerome est nommé en tant que chief executive officer,.
Par la suite en 2016, l'entreprise établit son siège social sur deux étages dans la tour The Shard à Londres,, avec un grand showroom et son propre studio photo,. 
Matchesfashion.com lance la première plateforme de vente en ligne en février 2017 pour un marché dédié à une clientèle française. Développer une offre spécifique pour le marché français s’inscrit dans la stratégie d’expansion de l’entreprise. Deux mois plus tard, elle ouvre une boutique éphémère à Paris dans un hôtel particulier,. À la fin de la même année, Apax Partners arrive comme nouvel actionnaire majoritaire au capital de la société,, qui est alors valorisée à 800 millions de livres.
Matchesfashion.com possède un magazine hebdomadaire en ligne. L’activité comprend aussi la publication quatre fois par an d’un magazine de mode sous format « papier », pour femmes ou hommes, The Style Report, tiré à 100 000 exemplaires. Le site propose également une équipe de stylistes en ligne ainsi qu'une application mobile dédiée. 
Chaque année un indice est publié en partenariat avec Institut Français de la Mode, un baromètre de la consommation de produits de luxe en ligne. L'entreprise est aussi partenaire avec l'ANDAM,, Ruth Chapman étant membre du jury pour l'année 2017. L'entreprise Matchesfashion.com est devenue au fil du temps prescriptrice de tendances. 
La société livre dans plus de 170 pays, commercialise plus de 400 marques et 15 000 articles, compte 800 employés, le tout pour un chiffre d’affaires global de 240 millions d'euros (204 millions de livres) en 2016, en progression de 61 % sur l'année précédente ; la vente par internet représente 95 % de ce chiffre d'affaires avec un panier moyen de 650 £,. Un achat est réalisé toutes les quinze secondes et environ les trois-quarts se font à l'international.

## Personnalités clés
- Tom Chapman (Fondateur et codirecteur exécutif)
- Ruth Chapman (Fondatrice et codirectrice exécutive)
- Ulric Jerome (PDG, français, ex-directeur exécutif de Pixmania)[1],[8],[28],[29]
- Natalie Kingham, directrice des achats.